# エリック・ウィンダム・ホワイト
エリック・ウィンダム・ホワイト（Sir Eric Wyndham White 、聖マイケル・聖ジョージ勲章 受勲者。1913年1月26日 - 1980年1月27日）は英国の行政官であり経済学者である。1948年から1965年3月23日まで 関税及び貿易に関する一般協定の初代書記局長 (Executive Secretary)、1965年3月23日から1968年までは関税・貿易一般協定の初代事務局長（Director-General）を務めた。
1913年1月26日生まれ、ウェストミンスター・スクール及びロンドン・スクール・オブ・エコノミクスで教育を受けた。彼は一流の栄誉を得てLLBとして卒業し、1938年にミドルテンプルによって法曹資格を得た。第二次世界大戦が始まるまでLSEの講師助手を務め、第二次世界大戦が始まると経済戦争省に移りました1942年、ワシントンの英国大使館の一等書記官になった。
1945年、連合国救済復興機関の欧州部長特別補佐となる。1948年に、新しい国際貿易機関である関税及び貿易に関する一般協定の事務局設立に関わり、関税及び貿易に関する一般協定の初代書記局長 (Executive Secretary)となる。
1980年1月27日、フランスで水泳中に心臓発作を起こし、67歳で逝去した。